# 熊耳耕年
熊耳 耕年（くまがみ こうねん=KUMAGAMI Kônen、明治2年2月12日〈1869年3月24日〉 - 昭和13年〈1938年〉8月24日）とは、明治から昭和時代はじめにかけての浮世絵師（特に肉筆を多く描いた）。耕年、抱光、大然堂と号す。

## 経歴

### 生い立ち
明治2年2月12日（1869年3月24日）、仙台・芭蕉の辻にあった老舗の仕立屋・大澤屋の次男として生まれる。本名は源助。だが、明治維新後の社会変化に付いていけず、明治14年（1881年）ごろ大澤屋が没落。父は福島県本宮町に開業した仕立屋の糟澤屋に職人兼師匠として赴き、耕年は奉公に出る。明治15年（1882年）、14歳で父を亡くす。父はいまわの際に息子の手を取り「大澤屋の暖簾を……」と言い残した。

### 上京
明治21年（1888年）仕事に耐えられず上京し、月岡芳年に内弟子として入門。この間に年国の号を与えられた。
同門の坂巻年久（のちの耕漁）とともに「三十六怪撰」「月百姿」の助手をするまでになる。
仙台に帰省中の明治25年（1892年）6月9日夜に芳年が死去、芳年未亡人に許可を得て尾形月耕の通いの門人となる。
明治26年、日本青年絵画協会第12回絵画共進会に出品、日本美術協会展覧会では褒状二等を受賞。

### 郷里と東京の間で
明治27年（1894年）、のちの河北新報の主筆・編集局長の藤原相之助夫婦の世話で石田きちと結婚。
明治29年（1896年）、長女コウが生まれる。小圃六一らが結成した青年美術会に「三日月耕年」の名で揮毫席に座り、技能を披露。
明治30年（1897年）1月17日に、『河北新報』が創刊されると、創刊号から新聞小説の挿絵を担当。
明治36年（1903年）、大阪での第5回内国勧業博覧会に作品「智仁勇」で入選。
明治39年（1906年）、一家をあげて（柴田耕洋、石川桂堂を連れて）上京、尾形月耕に再入門する。
明治41年（1908年）、帰郷中の夫人が死去、急遽仙台に戻る。このとき門人たちが、耕年の慰撫と夫人の慰霊のために書画会を開いている。同年秋、東宮（後の大正天皇）行啓。仙台12画家のひとりとして、宮城県下の24景勝地のうち、耕年は「榴ヶ岡」と「愛宕山」を描く。11月にはその画家たちが五城館で記念画会を開き、耕年も参加。また、仙台市長和達孚嘉の委嘱を受け、仙台百景を写しこれを献納。
明治42年6月、本郷座で「画家演芸」に参加するも大損に終わる。
明治43年、埼玉県知事島田剛太郎に額面を寄贈し、感謝状と木杯を受ける。
大正4年（1915年）2月4日、五十嵐ミヤと結婚。ミヤとの間に、長男信雄と次女麻が生まれている。同年11月10日（大正天皇の御即位大典の日）、東京淀橋の聖書学院内にて浸礼を受ける。
大正7年（1918年）7月、再び「画家演芸」に参加。
大正8年、『通俗基督教文庫』（福音普及会刊）にて洋風画の挿絵を担当。

### 仙台日本画壇の重鎮
大正12年（1923年）、関東大震災により家族とともに郷里仙台に戻り、以後は地元の有力者を相手に肉筆画を描くことが多くなる。同年、仙台日本画展覧会に参加。大正13年、日本画家5人による研究グループ「白萩社」結成、耕年も参加。大正14年、白萩社同人で、東京美術学校出身の内ケ崎俊雄や同校中退の高橋清水と並んで、塩釜で結成されていた清交会の顧問となる。
昭和3年（1928年）、東北産業博覧会に出品した「芭蕉の辻図」（生家の大澤屋があった明治8年から9年〈1875 - 1876年〉ごろの同地を描いたもの）が日本画の部一等金牌賞受賞。同年7月、同図を三枚続の錦絵（百部限定・1部10円）として自費出版する。昭和8年（1933年）5月、第一回東北美術展（今の河北美術展）で弟子の畑井美枝子、三浦俊子、有川いさをが出品。昭和11年、再び三枚続の錦絵「芭蕉の辻図」を出版。昭和13年死去、墓所は仙台市青葉区柏木の称覚寺。
現在耕年の（主に関東大震災で仙台に帰って以降の）作品は、瑞巌寺宝物館、仙台市博物館、福島美術館などに複数点ずつ所蔵されている。

## 代表作

### 木版画
- 「芭蕉の辻」 大判3枚続 錦絵 悳俊彦コレクション、東北歴史博物館所蔵[1] ※版元熊耳耕年、彫師「髙石」、摺師「扇令」印あり、1928年7月

## 作品
| 作品名           | 技法         | 形状・員数 | 寸法（縦x横cm） | 所有者                      | 年代              | 落款 | 印章               | 備考                                     |
| ---------------- | ------------ | ---------- | --------------- | --------------------------- | ----------------- | ---- | ------------------ | ---------------------------------------- |
| 芭蕉の辻図       | 絹本著色     | 六曲一隻   |                 | 仙台・インテリア美術館STAGE | 1928年（昭和3年） |      |                    | 東北産業博覧会日本画の部一等金牌賞受賞作 |
| 政宗と白猿       |              | 双幅       |                 | 瑞巌寺                      |                   |      |                    |                                          |
| 美人図           | 絹本着色     |            |                 | 宮城県美術館                |                   |      |                    |                                          |
| 不老長春         | 絹本著色     | 1幅        | 131.1x42.0      | 福島美術館                  | 1930年（昭和5年） | 耕年 | 「耕年」朱文長方印 |                                          |
| 松鯉図           | 絹本著色     | 1幅        | 128.0x41.9      | 福島美術館                  | 1934年（昭和9年） | 耕年 | 「耕年」朱文長方印 |                                          |
| 四季の花         | 絹本著色     | 1幅        | 56.7x34.0       | 福島美術館                  | 昭和初期          | 耕年 | 「耕年」朱文長方印 |                                          |
| 加賀千代女図     | 紙本墨画淡彩 | 1幅        | 123.0x31.4      | 福島美術館                  | 昭和初期          | 耕年 | 朱文長方印         |                                          |
| 金華山辯財天絵馬 | 板に着色     | １額       |                 | 金華山黄金神社[3]           | 1934年（昭和9年） | 耕年 | 「耕年」朱文長方印 | 12年に一度の「巳年」に御本殿御開扉       |

## 展覧会
- 「みやぎのタイムカプセル　vol.１　熊耳耕年とその時代」　2014年10月1日～2014年11月24日